# Pałac „Nowy Zamek” w Bagnie
Pałac w Bagnie zwany „Nowym Zamkiem” –  zabytkowy pałac we wsi Bagno (województwo dolnośląskie), w Polsce, w powiecie trzebnickim, w gminie Oborniki Śląskie.
W 1930 obiekt nabyli salwatorianie, a od 1953 w pałacu znajduje się Wyższe Seminarium Duchowne i ich klasztor.  Obok niego jest tzw.  pałac – Stary Zamek z XVIII w.

## Opis
Obiekt wybudowany w 1913 przez wrocławskiego przemysłowca i browarnika Georga Kisslinga jest częścią zespołu pałacowego, w skład którego wchodzą jeszcze: 
- pałac – Stary Zamek,
- garaż z bramą z 1913,
- stróżówka z bramą z 1913,
- altana żeliwna z 1905,
- dom ogrodnika z 1910,
- zabytkowy park wokół pałacu.

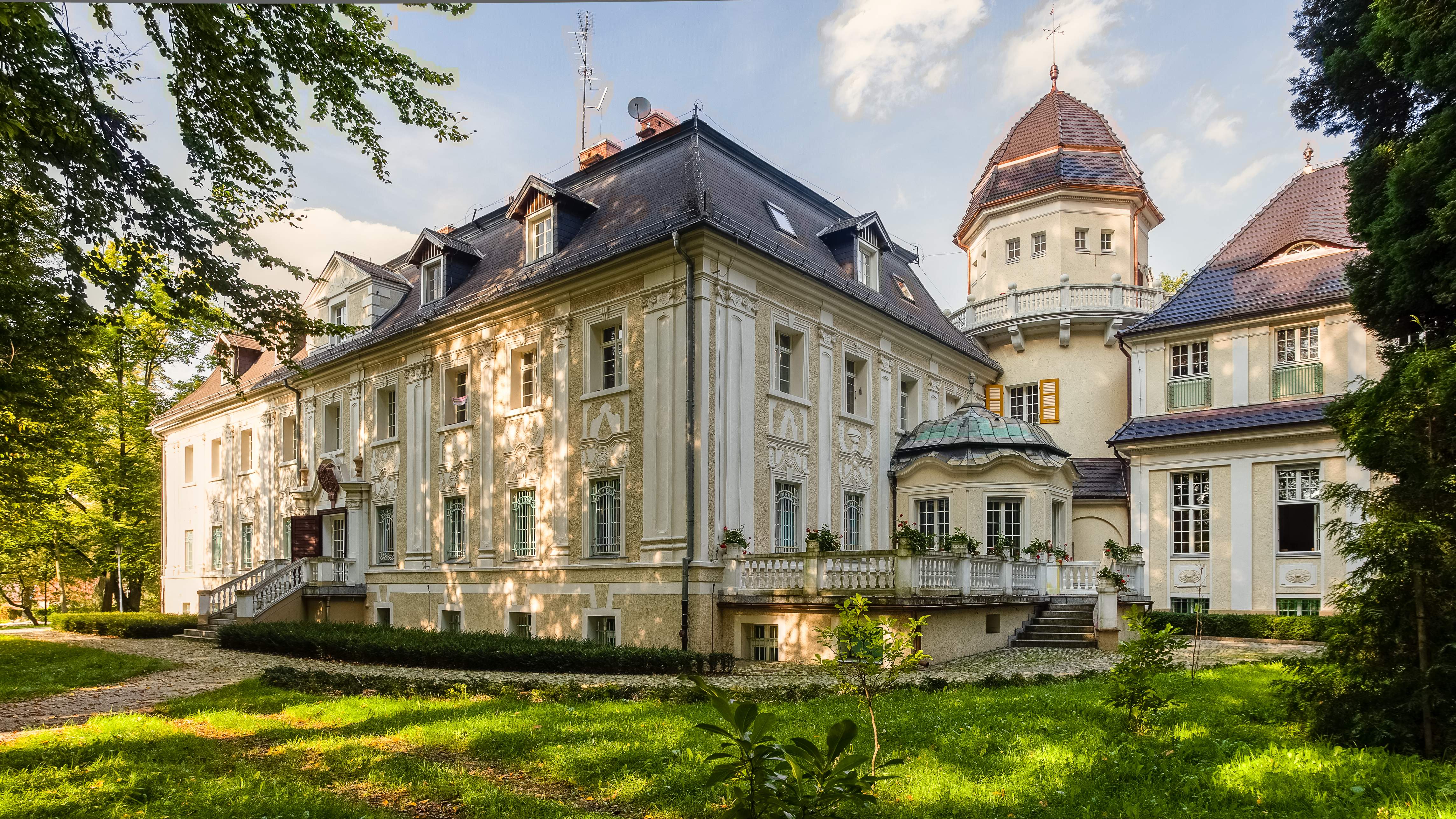
Pałac w Bagnie
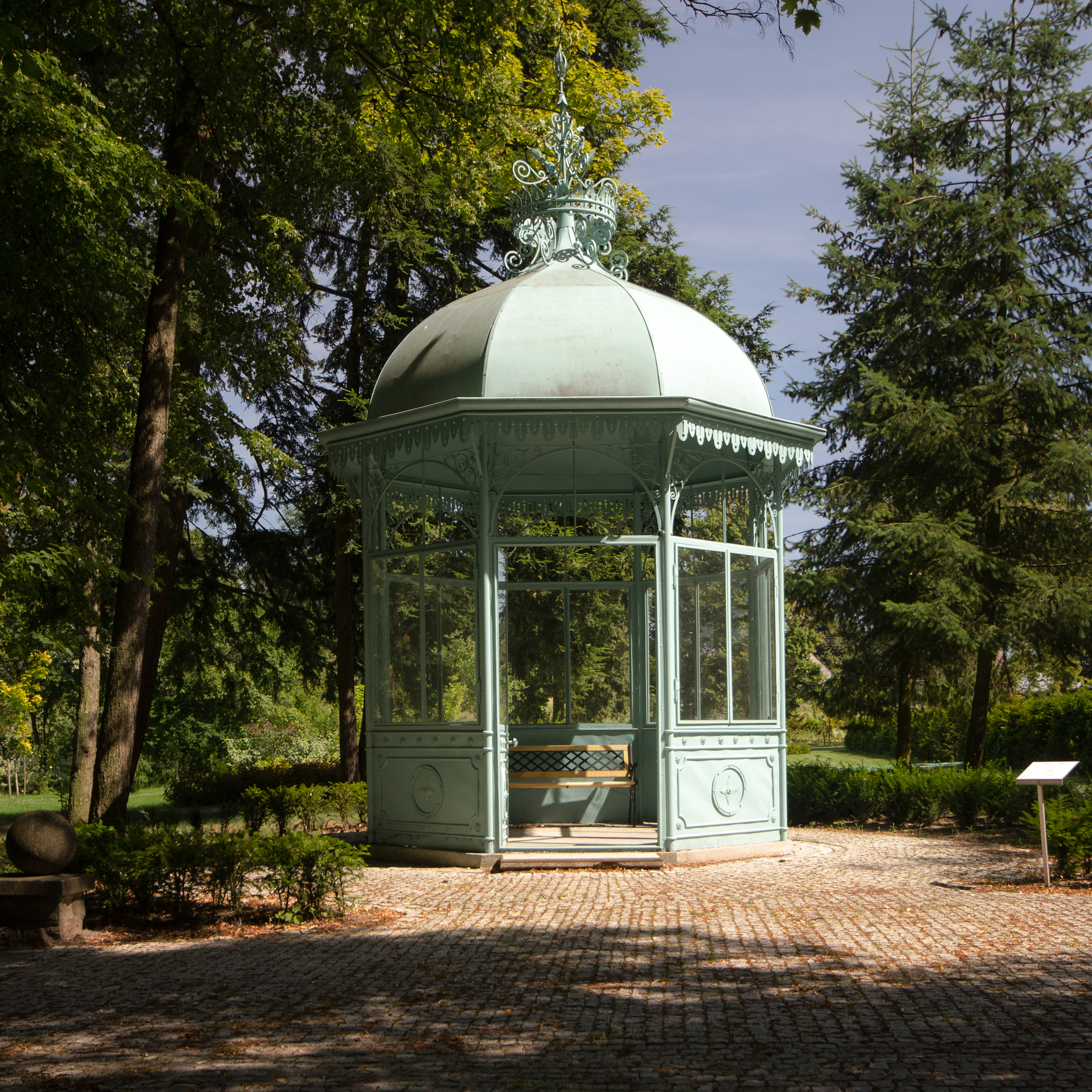
Altana
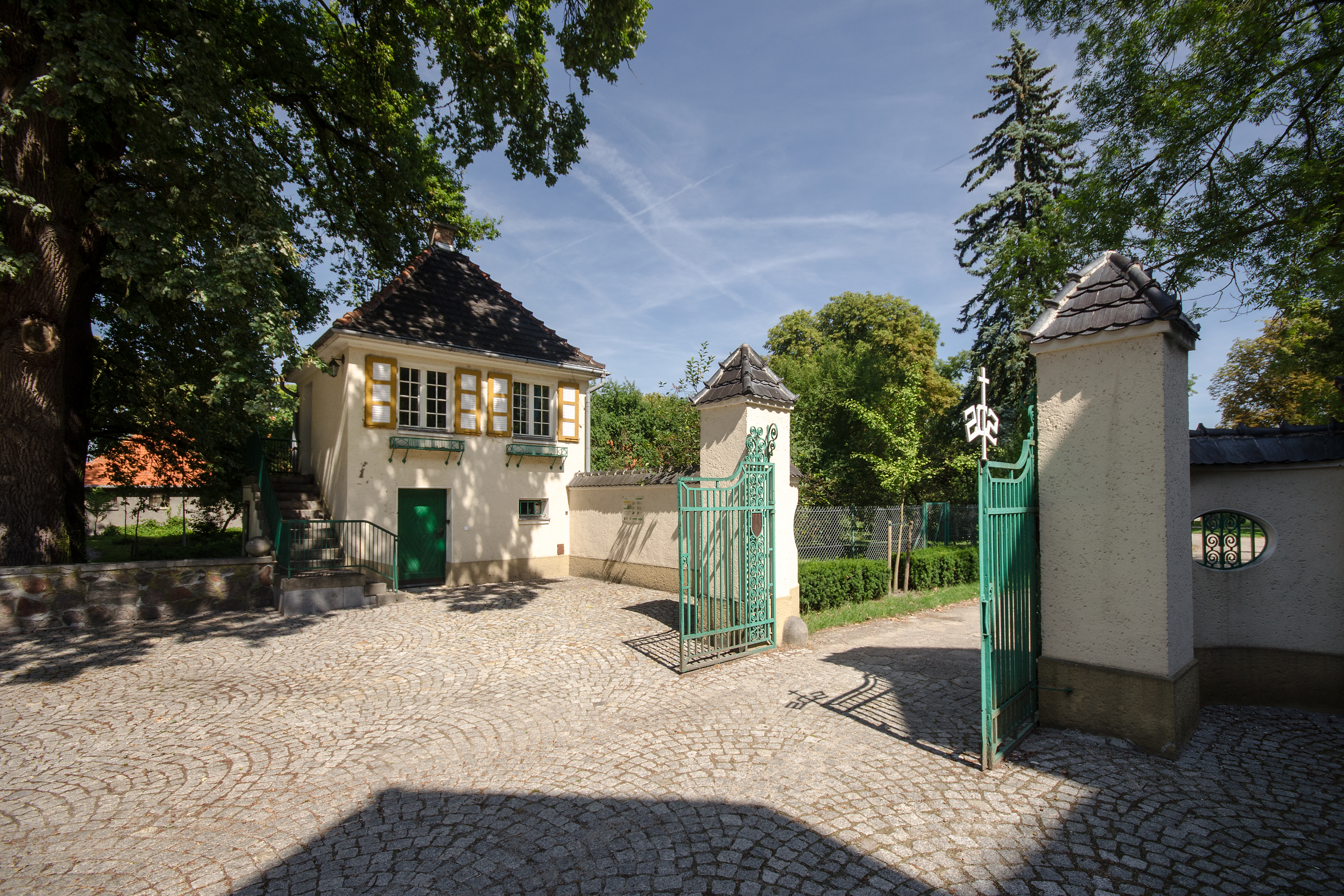
Stróżówka z bramą